# Polypedates assamensis
Polypedates assamensis es una especie de anfibio anuro de la familia Rhacophoridae.

## Distribución geográfica
Esta especie es endémica del distrito de Dhemaji en Assam, India.

## Etimología
El nombre de la especie está compuesto de assam y del sufijo latino -ensis que significa "que vive, que habita", y le fue dado en referencia al lugar de su descubrimiento, el estado de Assam. 

## Publicación original
- Mathew & Sen, 2009 : Studies on little known amphibian species of north east India. Records of the Zoological Survey of India, Occasional Paper, n.º 293, p. 1-64.[2]